# 천잉주
천잉주(중국어 정체자: 陳映竹, 간체자: 陈映竹, 병음: Chén Yìngzhú, 한자음: 진영죽, 1995년 2월 18일~)는 중화민국의 스피드스케이팅 선수, 롤러스케이팅 선수이다. 2025년 동계 아시안 게임에서 여자 100m 동메달을 획득했으며 중화민국 최초의 동계 아시안 게임 메달리스트이다.